# Skagit (fleuve)
 (août 2025).
Si vous disposez d'ouvrages ou d'articles de référence ou si vous connaissez des sites web de qualité traitant du thème abordé ici, merci de compléter l'article en donnant les références utiles à sa vérifiabilité et en les liant à la section « Notes et références ».
Pour les articles homonymes, voir Skagit.
Le Skagit (anglais : Skagit River) est un fleuve qui prend sa source en Colombie-Britannique (Canada) avant de rejoindre l'État de Washington (États-Unis) pour finalement se jeter dans le Puget Sound, une baie de l’océan Pacifique.

## Description
Le fleuve tire son nom de la tribu amérindienne Skagit qui vivait le long de la rivière depuis plus de 8 000 ans.
Il est long d’environ 240 km et dispose d’un important bassin hydrographique de 6 900 km2. Il reçoit par exemple une partie des eaux provenant des flancs des volcans mont Baker et pic Glacier.
Il prend sa source au niveau du col Allison en Colombie-Britannique dans la chaine montagneuse des North Cascades. Ses affluents au Canada sont la Skaist River, la Sumallo River (en) et la Klesilkwa River (en).
Il se dirige ensuite vers le sud au sein du parc provincial de Skagit Valley et entre dans l'État de Washington (aux États-Unis) au niveau de la zone récréative de Ross Lake National Recreation Area à proximité du parc national des North Cascades. C’est dans cette zone que trois barrages hydroélectriques ont été construits sur son cours, formant les lacs Ross, Diablo et Gorge. Le fleuve se dirige ensuite vers l’ouest.
Il reçoit ensuite les eaux du Copper Creek, du Bacon Creek, de la Cascade River (en), de la Sauk River et de la Baker. Il se jette dans l’océan Pacifique au niveau du Puget Sound.

## Milieu naturel
Le fleuve est le seul cours d’eau des États-Unis contigus à abriter les cinq espèces de saumons du Pacifique : le Saumon rose (Oncorhynchus gorbuscha), le Saumon du Pacifique (Oncorhynchus keta), le Saumon coho (Oncorhynchus kisutch), le Saumon rouge (Oncorhynchus nerka) et le Saumon royal (Oncorhynchus tshawytscha). Des échelles à poissons furent construites au niveau des barrages pour que les saumons puissent continuer à remonter le fleuve pour y pondre leurs œufs.

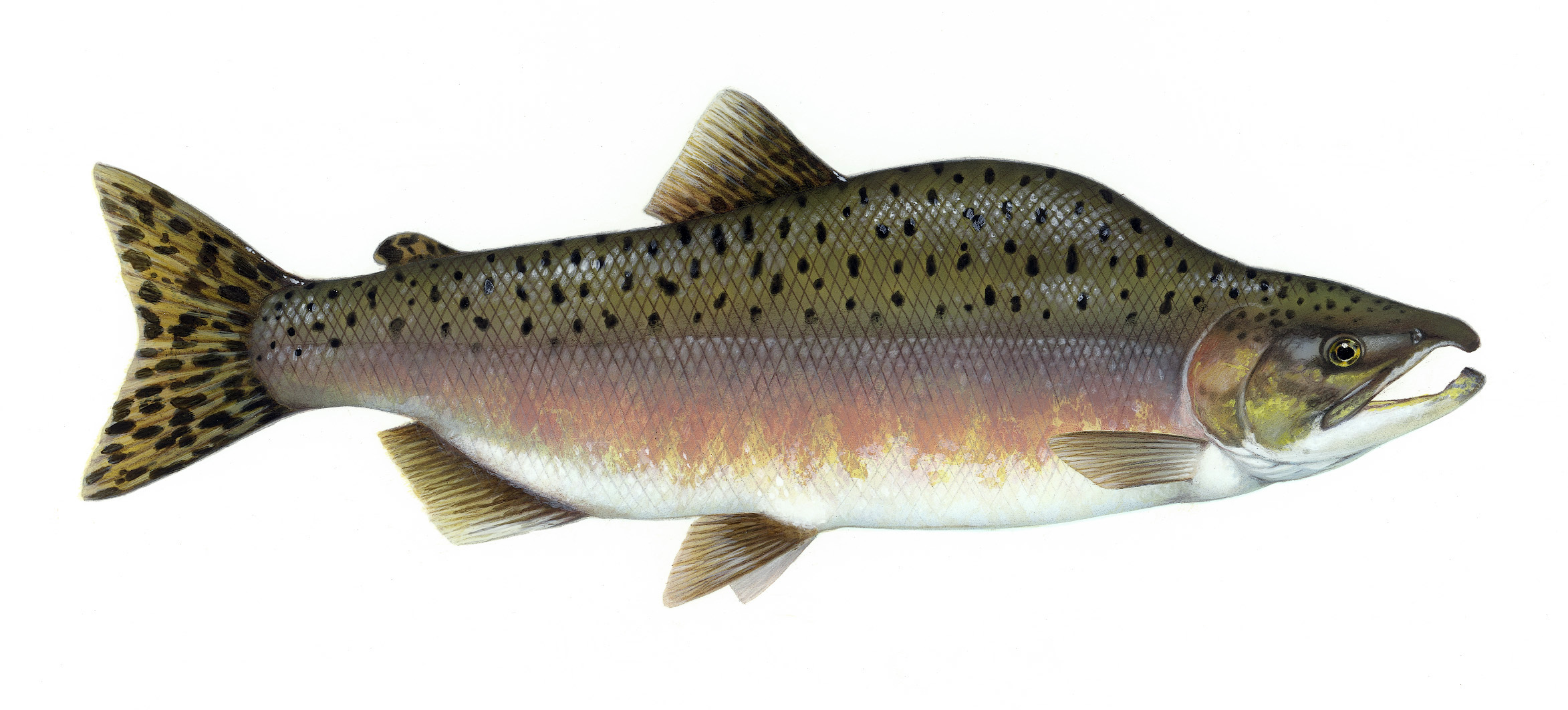
Saumon rose à bosse
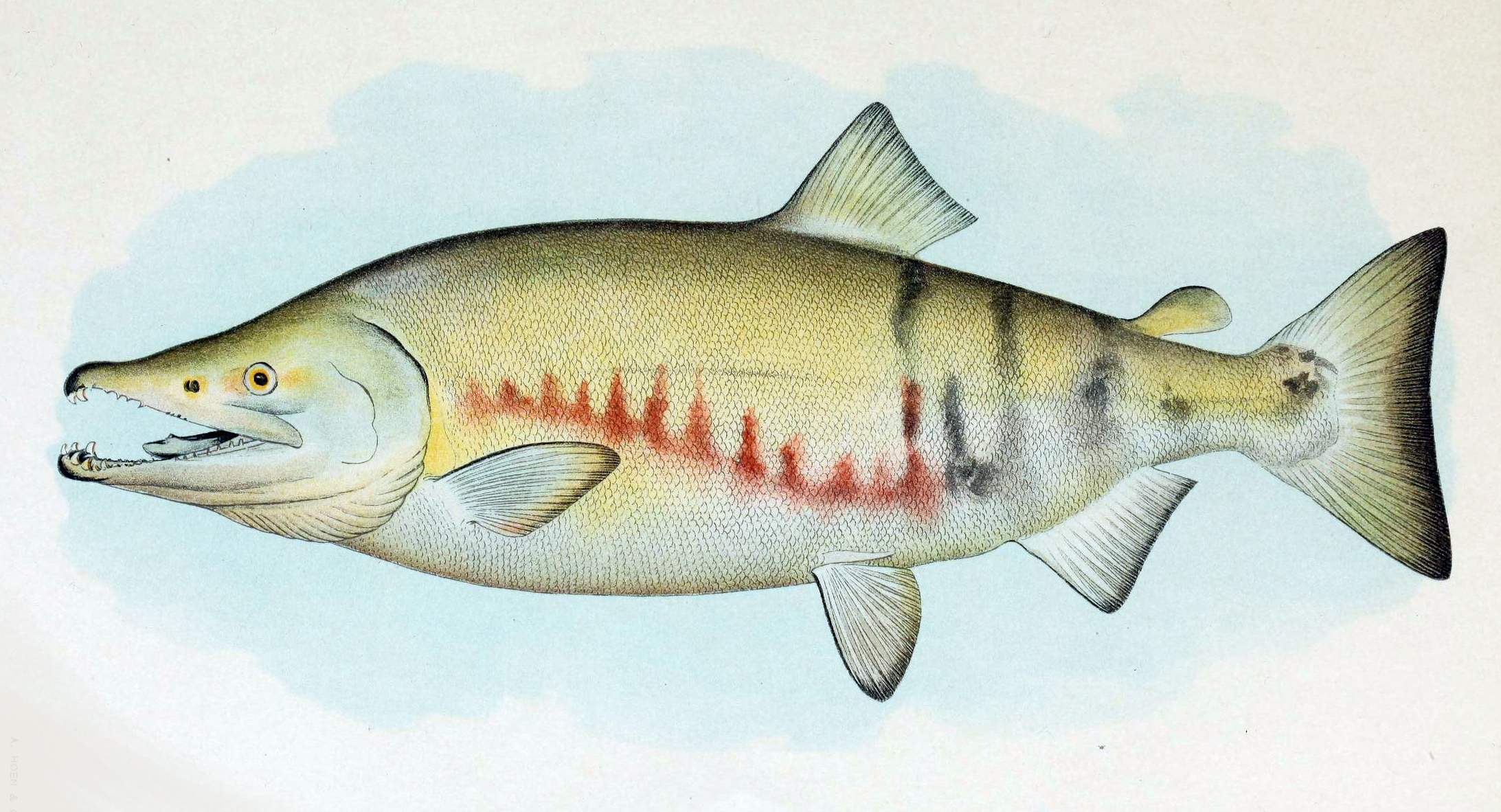
Saumon du Pacifique
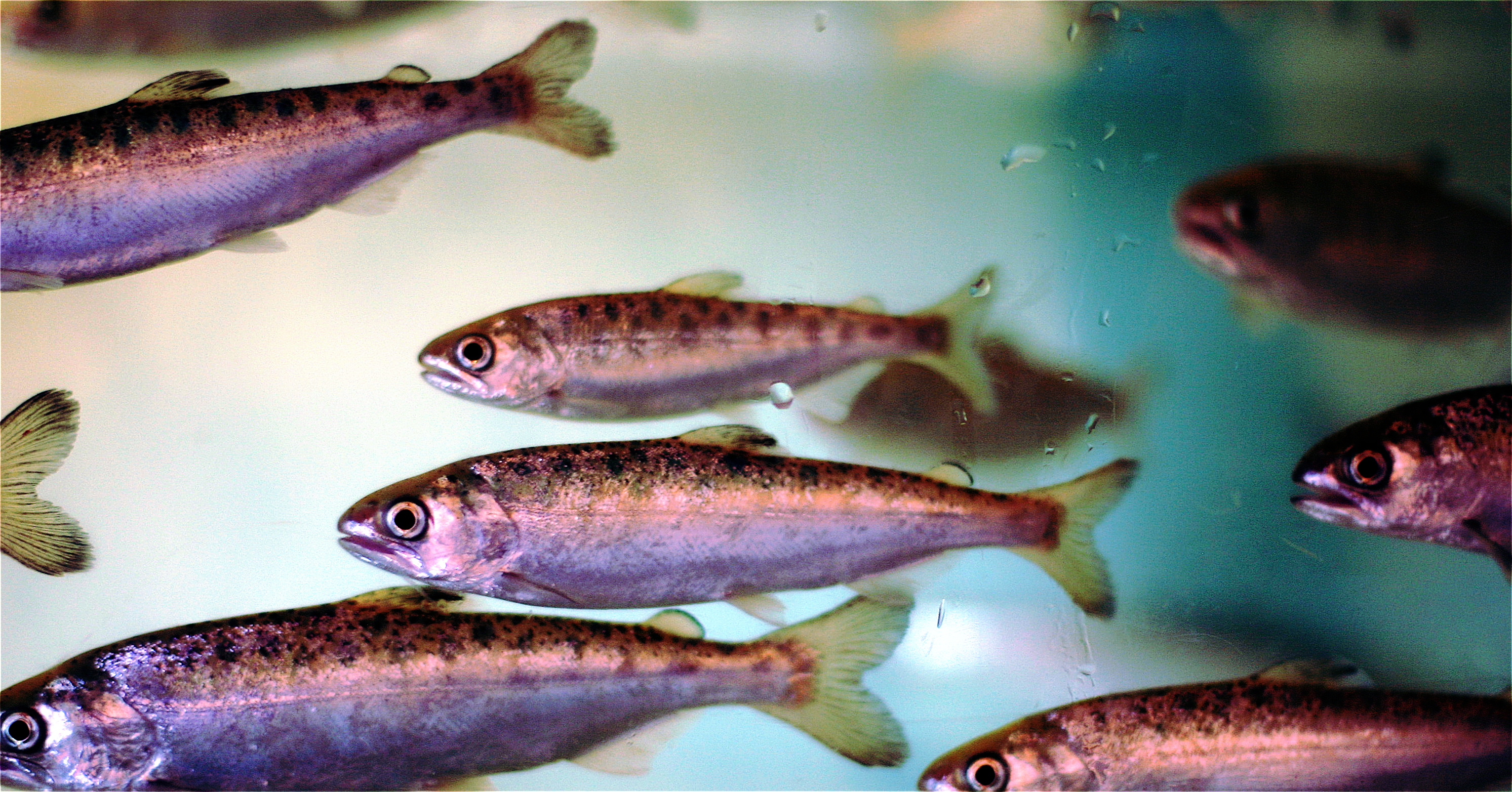
Saumon coho
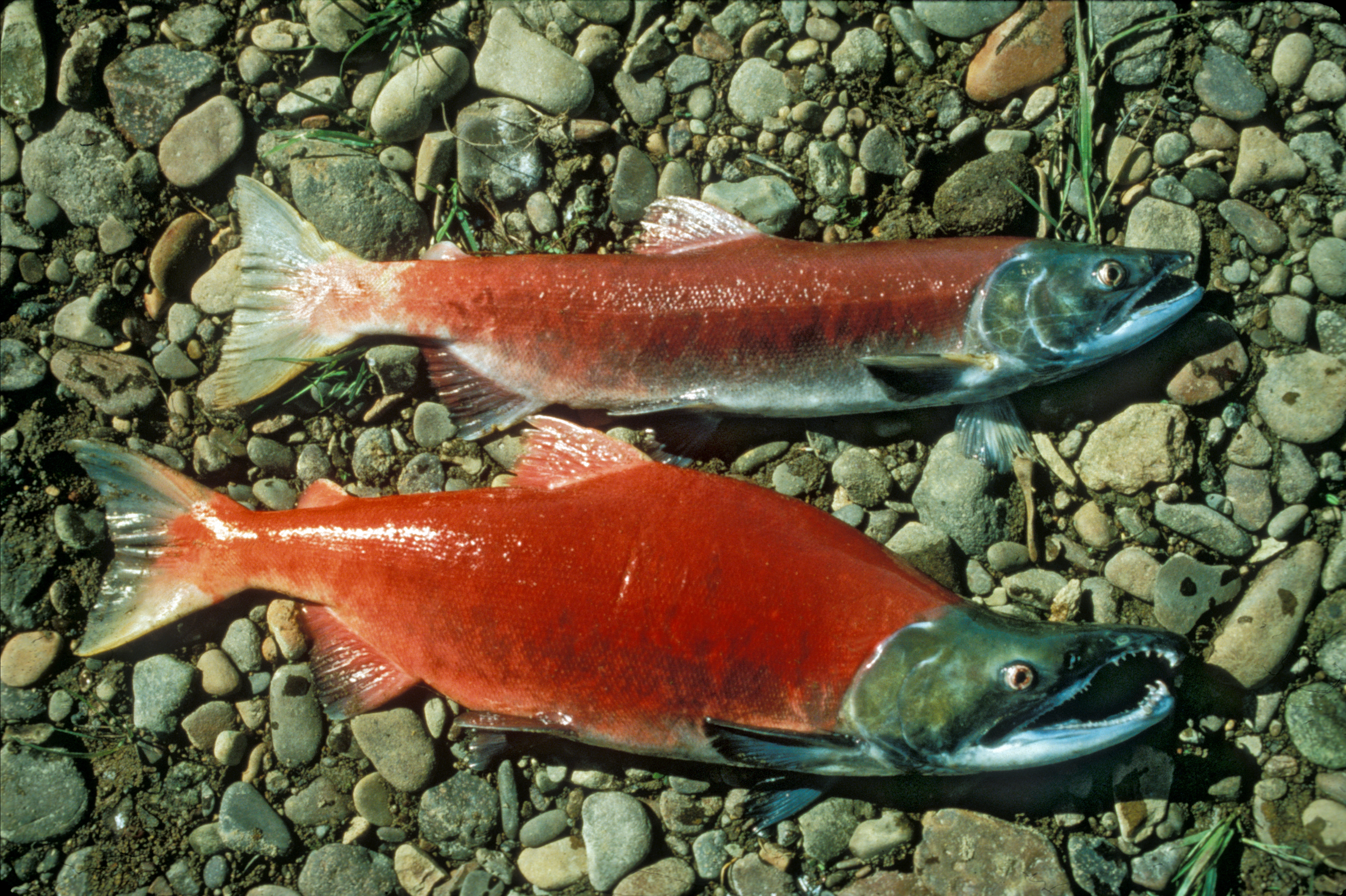
Saumon rouge
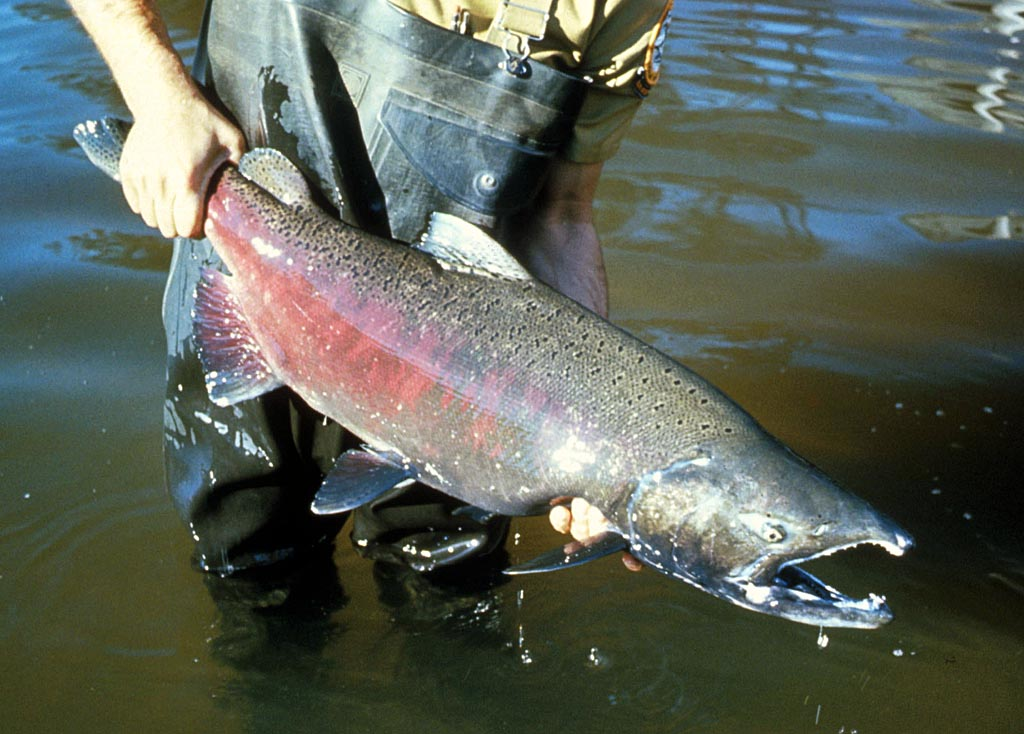
Saumon royal

Les eaux poissonneuses durant la reproduction des saumons attirent une importante population de Pygargues à tête blanche (Haliaeetus leucocephalus). De nombreux Cygnes trompette (Cygnus buccinator) et Oies des neiges (Anser caerulescens) hivernent au niveau de l’estuaire.

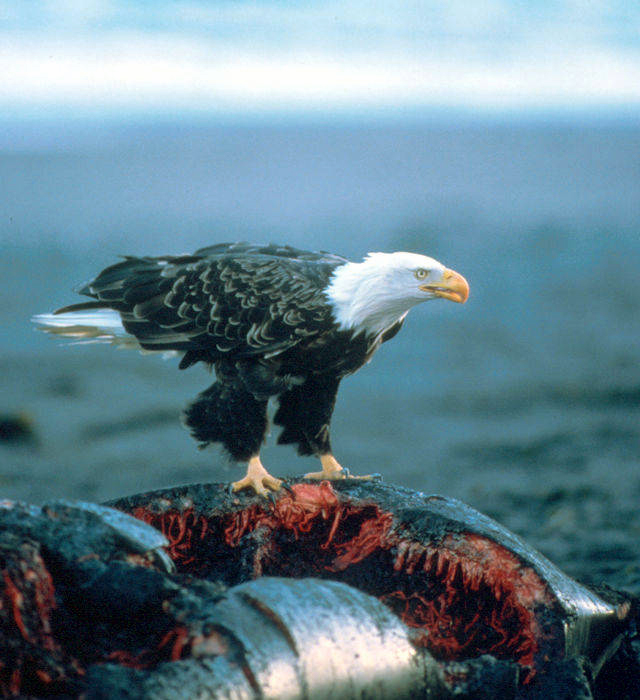
Pygargues à tête blanche
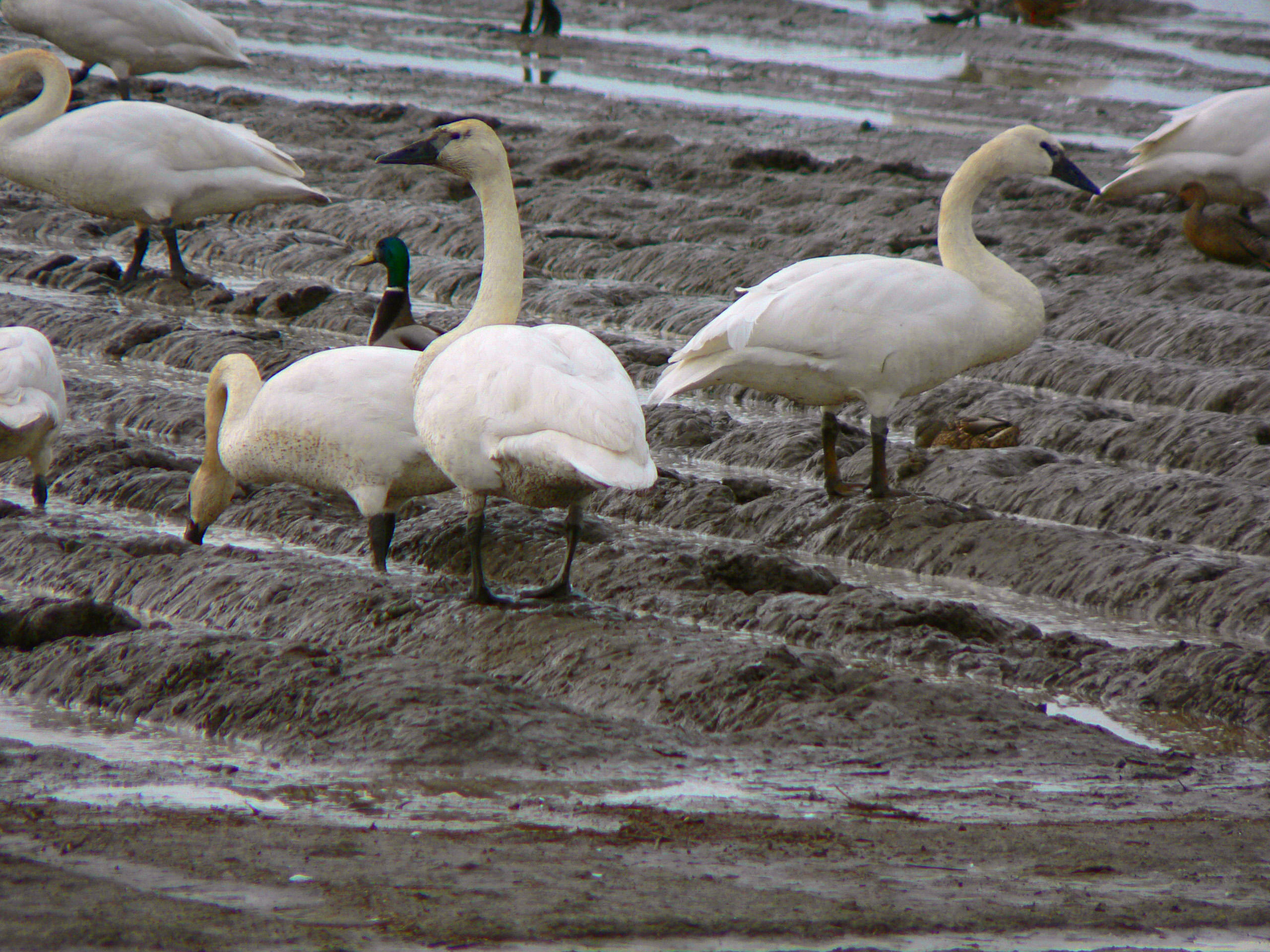
Cygnes trompette
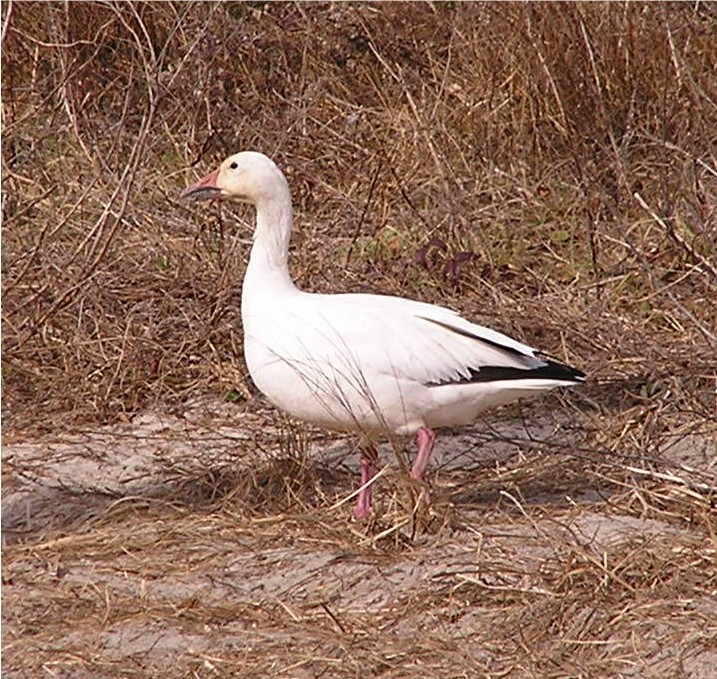
Oies des neiges